# Eksjö högre allmänna läroverk
Eksjö högre allmänna läroverk var ett läroverk i Eksjö verksamt från 1857 till 1968.

## Historia
Skolan har sitt ursprung i en skola från 1602, Eksjö trivialskola.
År 1857 ombildades den till en lägre elementarläroverk, som 1878 namnändrades till ett Eksjö lägre allmänt läroverk. 1905 ombildades den till Eksjö realskola där 1914 tillkom ett kommunalt gymnasium. Från 1928 ombildades den till Eksjö högre allmänna läroverk. Skolan kommunaliserades 1966 och upphörde som läroverk 1968 och fick då namnet Eksjö gymnasium. Studentexamen gavs från 1919 till 1968 och realexamen från 1907 till omkring 1970.

## Rektor
- 1897–1898 Erik Lagerberg[4]

### Kollegor
- 1872–1898 Axel Wahlström[4]
- 1884–1898 Alfred Lundborg[4]
- 1889–1898 August Hedberg[4]
- 1889–1898 Emil Johansson[4]
- 1889–1898 Johan Hellerström[4]

### Musiklärare
- 1867–1898 Frans Håkanson[4]

### Teckningslärare
- 1896–1897 Wendela Jönsson[4]

### Gymnastiklärare
- 1879–1898 Axel Wahlström[4]